# Clockwise
Pour plus de détails, voir Fiche technique et Distribution.
Clockwise est un film britannique réalisé par Christopher Morahan sorti en 1986.

## Synopsis
En Angleterre, Bryan Stimpson est un directeur d'école perfectionniste. Alors qu'il doit donner un discours à la conférence des proviseurs où il reçoit un prix, sa femme l'emmène à la gare, mais à la suite d'un quiproquo, il rate son train. Il tente de retrouver sa femme pour qu'elle l'emmène en voiture jusqu'à la conférence, mais il ne la retrouve pas. Il demande alors à une de ses élèves qu'il croise de l'emmener.
Celle-ci accepte de l'emmener, mais comme elle n'a pas prévenu ses parents qu'elle empruntait la voiture, les parents préviennent la police, qui se met à la recherche de la voiture considérée comme volée. Les deux s'arrêtent pour prendre de l'essence. Sa femme, arrêtée à la même station, le remarque en compagnie de l'élève qu'elle connait. Elle s'imagine alors qu'il la trompe. Dans le feu de l'action, Stimpson oublie de payer l'essence, et il se fait rechercher par la police pour cette raison également.
Stimpson tente plus tard, sans succès, de prévenir les organisateurs de la conférence de son retard : les cabines téléphoniques publiques fonctionnent mal. Énervé, il se défoule sur une cabine, et une voisine avertit la police des dégradations. Ils se retrouvent alors poursuivis par une voiture de police qu'ils arrivent à semer, mais finissent embourbés dans un champ. Stimpson, dont le costume est devenu boueux, va alors chercher de l'aide dans un monastère où, découragé, il se résigne à prendre un bain. Un fermier débloque la voiture à l'aide de son tracteur, et l'élève vient le prévenir. Le prieur du monastère ayant placé un habit de moine à la place de son costume, Stimpson reprend la route en robe de bure. Une nouvelle mésaventure pousse le duo à voler une voiture et un costume à un homme.
Il arrive finalement juste à temps pour son discours. Après l'avoir prononcé, il est arrêté par des policiers.

## Fiche technique
- Titre : Clockwise
- Réalisation : Christopher Morahan
- Scénario : Michael Frayn
- Photographie : John Coquillon
- Montage : Peter Boyle
- Musique : George Fenton
- Direction artistique : Diana Charnley
- Costumes : Judy Moorcroft
- Producteur : Michael Codron
- Société de production : Thorn EMI Screen Entertainment, Moment Films
- Société de distribution : Universal Pictures
- Pays d'origine :  Royaume-Uni
- Langue : Anglais
- Format : Couleur (Technicolor) — 35 mm — 1,66:1 — Son : Mono
- Genre : Comédie
- Durée : 96 minutes (1 h 36)
- Dates de sortie :
  - Royaume-Uni : 14 mars 1986
  - Irlande : 16 mai 1986
  - Suède : 11 juillet 1986
  - Danemark : 1er août 1986
  - France : 6 août 1986
  - États-Unis : 10 octobre 1986
- Affiche : Jouineau Bourduge (France)

## Distribution
- John Cleese : Bryan Stimpson
- Penny Leatherbarrow : la professeur
- Howard Lloyd-Lewis : Ted
- Jonathan Bowater : Clint
- Stephen Moore : M. Jolly
- Alison Steadman : Gwenda Stimpson
- Mark Bunting : le garçon studieux
- Robert Wilkinson : Streaker
- Sharon Maiden : Laura Wisely
- Sheila Keith : la mère de Pat
- Penelope Wilton : Pat
- Christian Regan : le fils de Pat
- Pat Keen : Mme Wisely
- Geoffrey Hutchings : M. Wisely
- Geoffrey Palmer : un proviseur
- Tony Haygarth : le fermier avec le tracteur
- Michael Aldridge : le prieur

## Commentaires
- L'intrigue du film est en partie fondée sur un jeu de mots : Stimpson dit souvent right, qui en anglais veut dire « exact » mais aussi « à droite ». Le quiproquo qui en découle étant intraduisible, la version française rend difficile la compréhension des ressorts comiques du film.